# Tantilla tritaeniata
Tantilla tritaeniata, comúnmente conocida como la serpiente ciempiés de tres bandas, es una especie de serpiente colúbrida pequeña. La especie es endémica de la isla Guanaja de Honduras.

## Distribución
Es endémica de las islas de la Bahía en Honduras.